# Conflito de Panjshir
O Conflito de Panjshir é um conflito entre a fortemente diminuída República Islâmica do Afeganistão, que inclui a Resistência Panjshir, e o Emirado Islâmico do Afeganistão (controlado pelo Talibã). O conflito começou em 17 de agosto de 2021, após a Queda de Cabul, quando Amrullah Saleh assumiu a presidência do país e declarou a resistência.

## Plano de fundo do conflito
A República Islâmica do Afeganistão exerce o controle de facto sobre o Vale de Panjshir, região em grande parte contígua a Província de Panjshir e, de acordo com a The Week, "a única região fora das mãos [do] Talibã" em agosto de 2021.
A população do Vale de Panjshir é composta por uma maioria étnica de cidadãos tajiques, em oposição à maioria do Talibã, que são pachtuns.
O Vale é bem conhecido por suas defesas naturais. Rodeado pelo Indocuche, Panjshir nunca cedeu aos soviéticos durante a invasão da década de 1980 nem aos talibãs durante a Guerra Civil da década de 1990.
Em 17 de Agosto de 2021, Amrullah Saleh — citando as disposições da Constituição do Afeganistão — declarou-se Presidente do Afeganistão a partir do Vale de Panjshir e prometeu continuar as operações militares contra o Talibã a partir dali. A sua reivindicação à presidência foi apoiada por Ahmad Massoud e pelo Ministro da Defesa da República Islâmica do Afeganistão, Bismillah Khan Mohammadi, juntamente com a Embaixada Afegã em Dushanbe. Por volta da mesma época, remanecentes do Exército Nacional Afegão começaram a se reunir no Vale de Panjshir a pedido de Massoud. Os civis locais também responderam aos chamados de mobilização.
Em 23 de agosto, Massoud fez contato com legisladores americanos não nomeados.

## Disposição das forças

### República Islâmica do Afeganistão e milícias anti-Talibã
Antes da Queda de Cabul, panjshiris começaram a mover equipamentos militares de áreas circundantes, incluindo helicópteros e veículos blindados, para dentro da Província de Panjshir. Na Província, eles uniram-se à comandantes e soldados do Corpo de Comandos do Exército Nacional Afegão. A maior parte deles reagrupou-se no Distrito de Andarab, Província de Baghlan, antes de se mudarem para Panjshir, depois de terem escapado de Kunduz, Badakhshan, Takhar e Baghlan. De acordo com uma estimativa russa, as díspares forças anti-talibãs tinham aproximadamente 7000 homens armados em meados de agosto de 2021. Outras estimativas apontam para este número como abaixo de 2.000, embora o próprio Saleh afirme 10 mil homens armados. Em 22 de agosto, Ahmad Massoud alegou ter reunido cerca de 9.000 combatentes e pelo menos um "punhado de blindados HMMWV" no Vale.
Existem diferenças entre as forças fiéis a Saleh e as fiés a Ahmad Massoud, uma vez que as primeiras são fortemente anti-talibãs e anti-paquistanesas, ao passo que as últimas mantiveram boas relações com o Paquistão, que apoiou os talibãs. Como consequência disso, Massoud estava mais disposto a negociar com o Talibã. Em 22 de agosto, a resistência também confirmou que várias milícias locais começaram a lutar por conta própria, independentemente das forças baseadas em Panjshir. De acordo com Yasin Zia, a resistência conseguiu garantir acesso seguro a cinco helicópteros anteriormente utilizados pelos militares afegãos. Em 23 de agosto de 2021, foi relatado que um BM-21 Grad foi adquirido como parte do arsenal da resistência.

### Emirado Islâmico do Afeganistão
Uma estimativa do Centro de Combate ao Terrorismo na Academia Militar dos EUA, feito antes da queda de Cabul, estima que a força dos talibãs, em todo o Afeganistão, seja de 60.000 quadros armados apoiados por até 200.000 irregulares. Devido à rápida capitulação do Exército Nacional Afegão, o Talibã conseguiu adquirir material de fabricação substancial dos EUA, incluindo veículos blindados e aeronaves de combate.

## Linha do tempo

### Província de Panjshir
Em 17 de agosto de 2021, o Vale de Panjshir estava — de acordo com um observador — "sob cerco de todos os lados", mas não sob ataque direto. Em 18 de agosto de 2021, o número de admissões por ferimentos de guerra estava a aumentar na Emergency Surgical Centre for War Victims (Centro Cirúrgico para Vítimas de Guerra) em Anabah, em Panjshir. Em 22 de agosto, as forças de Ahmad Massoud estavam focadas principalmente na defesa de Panjshir, bem como no treinamento.

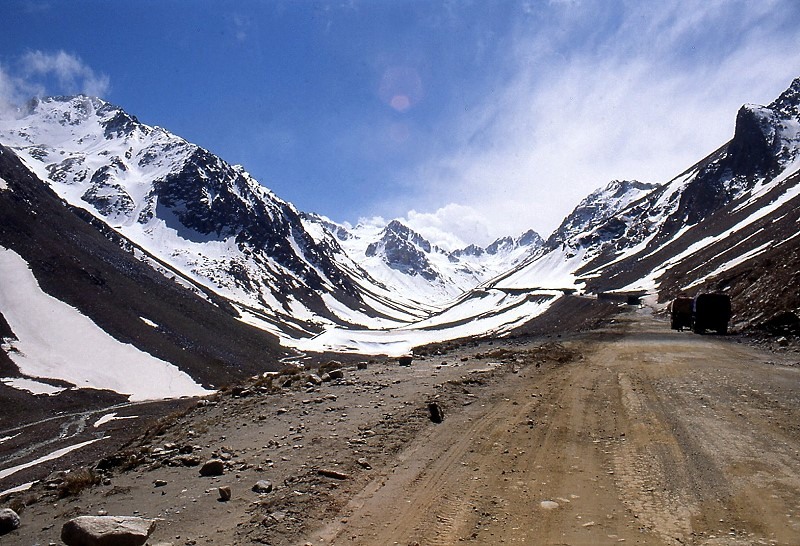
Algumas fontes relatam que, em 18 de agosto de 2021, as forças da República Islâmica estavam lutando contra o Emirado Islâmico pelo controle da passagem de Salang, retratada aqui em 2005

Em 22 de agosto de 2021, o Emirado Islâmico deu às forças da oposição um ultimato de quatro horas para se renderem. Numa declaração a Al Arabiya, Massoud rejeitou o ultimato. Em resposta, o EIA anunciou que "centenas" de suas forças haviam sido enviadas para o Vale de Panjshir. Em 23 de agosto de 2021, foi comunicado que as conversações entre os representantes do Talibã e os dirigentes de Panjshir não funcionaram. O próprio porta-voz da resistência, Ali Maisam Nazary, disse que "não houve progresso". O Talibã afirmou que estabelecerá um governo centralizado e não realizará eleições. Para acabar com sua resistência nascente, Massoud exigiu eleições, um governo descentralizado e respeito pelos direitos civis e de semi-autonomia para regiões e províncias.
Em 22 de agosto de 2021, o porta-voz do Talibã proclamou numa declaração que "centenas de mujahidins do Emirado Islâmico estão a dirigir-se para o estado de Panjshir para o controlar, depois de funcionários locais do estado se recusarem a entregá-lo pacificamente". Em 23 de agosto, foi relato que o comandante talibã Qari Fashihuddin foi encarregado de liderar operações ofensivas em Panjshir.
Em 24 de agosto de 2021, o major Wazir Akbar, um ex-comando afegão que se juntou aos combatentes da resistência, relatou uma tentativa de incursão do Talibã na Passagem de Anjuman através da província de Badaquexão, que foi repelida com pesadas baixas do Talibã.

### Província de Parwan
Em 18 de agosto de 2021, relatórios locais de Província de Parwan relataram que as forças de Saleh haviam tomado Charikar de combatentes talibãs estacionados na área. Além disso, há relatos de tiroteios acontecendo perto Salang Pass. No dia seguinte, foram lançados vídeos que mostravam combatentes locais com bandeiras da velha e anti-talibã Aliança Do Norte desfilando pelas ruas de Charikar.
Em 23 de agosto de 2021, o Talibã relatou que vários de seus combatentes foram baleados e mortos em emboscadas em Jabal Siraj.

### Província de Baghlan

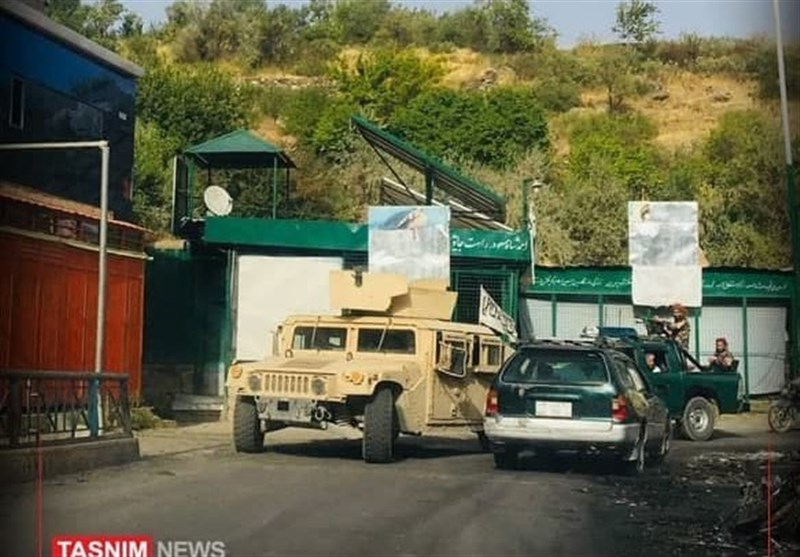
Humvee do Talibã em Panjshir

Em 20 de agosto de 2021, combatentes anti-talibãs relataram que os distritos de Andarab, Puli Hisar e Dih Salah, na Província de Baghlan teriam sido recapturados, com o Talibã alegando que 15 dos seus soldados haviam sido mortos, enquanto outras fontes reportaram que até 60 combatentes talibãs teriam sido mortos ou feridos, e duas dúzias capturadas. Os três distritos teriam experimentado uma revolta, liderada por um chefe de polícia local, depois que os talibãs conduziram buscas impopulares de casa em casa. Bismillah Khan Mohammadi anunciou o sucesso operacional dos distritos que estão sendo recapturados via Twitter.
Relatórios audiovisuais dos eventos circularam nas redes sociais e foram relatados por Pajhwok Afghan News. Mais tarde, no dia 20, foi relatado que as forças, lideradas por Abdul Hamid Dadgar, haviam recapturado Andarab, embora os talibãs ainda não tivessem comentado.
Uma fonte dentro da Resistência Panjshir, consequentemente, confirmou o seu envolvimento nas operações na província de Baghlan, e afirmou que eles planejavam tomar uma rodovia do Norte que poderia permitir com que eles se conectassem com o Tajiquistão e o Uzbequistão. Contas talibãs nas redes sociais chamaram a contra-ofensiva de "traição" à anistia que os talibãs tinham oferecido. Em 22 de agosto de 2021, foram enviados combatentes talibãs para a zona de Keshnabad de Andarab a fim de raptar as crianças cujos pais faziam parte das forças anti-talibãs.
Em 23 de agosto de 2021, o Talibã afirmou ter recapturado todos os 3 distritos em Baghlan que caíram para as forças da resistência há uma semana: Distrito de Dih Salah, Pul-e-Hisar e Andarab. Um chefe distrital do Talibã estacionado em Banu foi relatado como morto no conflito em Andarab.
Em 24 de agosto de 2021, de acordo com Deccan Herald, os combatentes da resistência Panjshir retomaram o controle dos distritos de Banu e Dih Salah, enquanto Pul-e-Hisar permaneceu sob o controle do Talibã. Saleh alertou publicamente, via Twitter, que os combatentes do Talibã em Andarab estavam bloqueando a assistência humanitária para civis que tentavam escapar dos combates e chamou isso de "desastre humanitário".

### Cessar-fogo e combates esporádicos

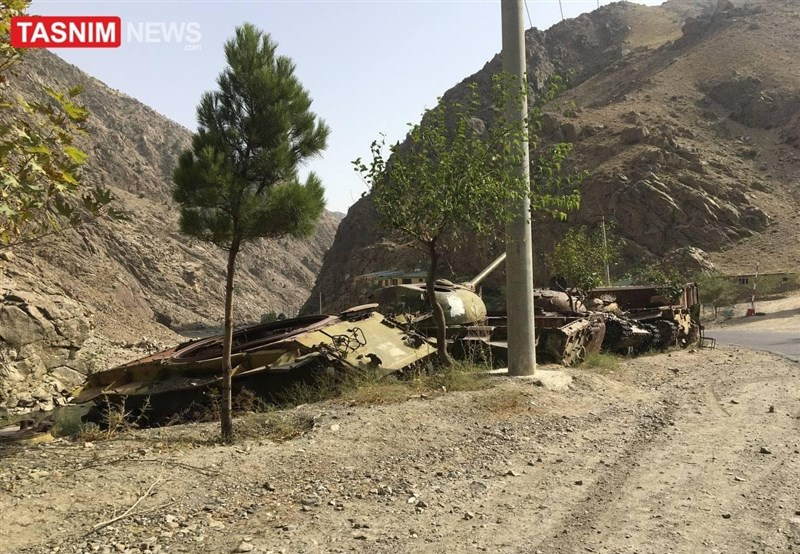
Carros de Combate destruídos em Panjshir

A partir de agosto de 2021, tentou-se negociar um fim para o impasse político, com Saleh pedindo um "acordo de paz" com o Talibã. Em 18 De Agosto, Mohammad Zahir Aghbar, o embaixador da República Islâmica do Afeganistão no Tajiquistão, indicou a possibilidade de incluir o Talibã em um governo de coalizão como meio de resolver o impasse.
Em 21 de agosto de 2021, foi relatado que representantes de Panjshir estavam reunidos com Abdullah Abdullah e Hamid Karzai, membros do Conselho de Coordenação, para "discutir a situação atual e formas de fornecer segurança aos afegãos".
Em 22 de agosto de 2021, um representante do Talibã teria pedido à embaixada russa no Afeganistão que contactasse os dirigentes de Panjshir para uma eventual mediação. Enquanto isso, o porta-voz da resistência Ali Maisam Nazary informou o Agence France-Presse que o grupo de Ahmad Massoud preferiria uma resolução pacífica do conflito, sob a condição de que um futuro governo implementasse um sistema de "descentralização" e "igualdade de direitos" em todo o país. Em 23 de agosto de 2021, o porta-voz do Talibã, Zabihullah Mujahid, afirmou que, enquanto os combatentes talibãs estão sendo enviados para Panjshir, eles estão dispostos a procurar meios pacíficos para pôr termo ao conflito.
Em 26 de agosto de 2021, um acordo de cessar-fogo foi anunciado pelo Talibã e pela resistência.
Em 28 de agosto, guerrilheiros em Panjshir travaram combates contra as forças talibãs em Sanjan, Kapisa e Khost Wa Fereng, em Baghlan, em resposta a alegações de violações do cessar-fogo conduzidas por combatentes do talibãs na área. Em 29 de agosto, serviços de internet e telecomunicações em toda a província de Panjshir foram fechados por ordem do Talibã.
Em 30 de agosto, membros da resistência de Panjshir emboscaram militantes do Talibã que tentavam invadir Panjshir via Andarab.

### Ofensivas talibãs

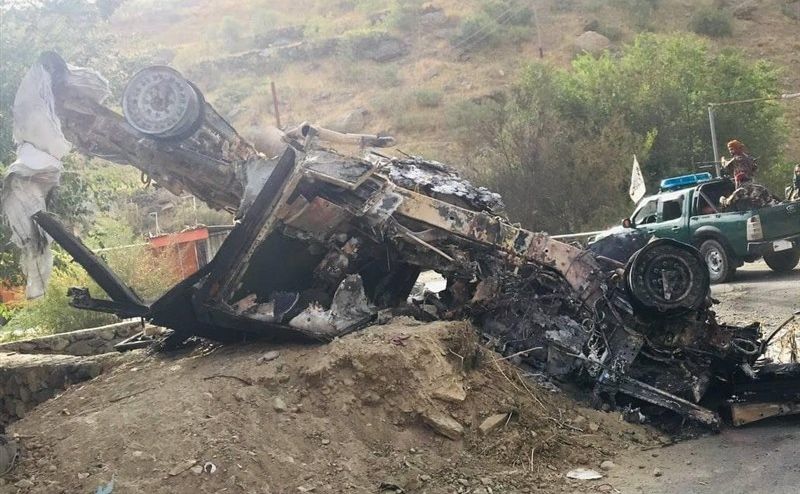
Forças do Talibã passando perto de um veículo destruído da resistência em Panjshir

Em 6 de setembro, após combates pesados, resultando em grandes perdas em ambos os lados, o Talibã capturou o palácio do governo em Bazarak, afirmando então que agora controlavam todo o vale de Panjshir. Foi reportado que as forças remanescentes da resistência haviam recuado para as montanhas, com o Talibã afirmando que muitos deles haviam, na verdade, abandonado a região. Um oficial da resistência teria dito que Ahmad Massoud estava em um local seguro, enquanto Amrullah Saleh escapou para o Tajiquistão. Ali Nazary, chefe de relações exteriores do grupo de resistência, disse que Massoud ainda estava em território afegão. A resistência contestou a informação de que o Talibã havia conquistado Panjshir, argumentando que combatentes da resistência ainda estavam presentes em posições estratégicas pelo vale.
Ainda em 11 de setembro, reporteres da Tasnim News Agency, uma rede de televisão iraniana, receberam permissão para entrar em Panjshir. Eles se encontraram com membros da "Unidade Vermelha" (uma tropa de elite de guerreiros talibãs) que afirmaram que eles haviam conquistado toda a província de Panjshir e as forças de resistência provavelmente teriam tomado refúgio em áreas montanhosas próximas. Eles também alegaram que a situação estava calma, apesar do término do cessar-fogo ter sido relatado. Muitos civis foram vistos abandonando a área, com medo dos combates recomeçarem. Os reporteres ainda entrevistaram um integrante da resistência que culpou o Talibã por não estabelecerem um governo inclusivo. Ele também afirmou que a Força Aérea do Paquistão ajudou o Talibã, dando peso a informações de que o governo paquistanês estava ativamente apoiando os militantes talibãs.
Uma reportagem investigativa publicada pela BBC em 13 de setembro descobriu que o Talibã havia executado pelo menos 20 civis em Panjshir desde que eles haviam penetrado no vale. O porta-voz do Talibã, Zabiullah Mujahid, entretanto negou que o grupo tivesse cometido qualquer violação de direitos humanos na província.
Apesar dos retrocessos, em 6 de outubro, Abdul Latif Pedram e outros líderes rebeldes afirmaram que a luta de guerrilha continuava em Panjshir. A rede de televisão russa TASS reportou que combates significativos ainda estavam acontecendo em Zamankur, no distrito de Anaba.

## Reações
A partir de 23 de agosto, não houve apoio (público) da comunidade internacional, uma vez que os EUA e outros potenciais aliados focam-se no evacuação de Cabul, e procuram a cooperação dos talibãs para o fazer. O artigo de opinião de Massoud no Washington Post solicitando apoio Ocidental pode ser prova de falta de entusiasmo (pela resistência) no governo dos EUA.
O artigo do New York Times, de 25 de agosto de 2021, sugeriu que a comunidade internacional ficaria em um dilema se mostrasse alguma forma de apoio à resistência por causa das operações de transporte aéreo. Abdul Matin Beyk sugeriu que outras forças anti-Talibã estão esperando para ver se os combatentes de Panjshir resistirão até o fim ou se continuarão considerando negociações com representantes do Taleban. Ele sugere que seus sucessos podem inspirar outros a fazerem o mesmo.